# Kimono
Kimono (jap: "stvar koja se nosi") je tradicionalni japanski odjevni predmet. Najčešće se prepoznaje po širokim rukavima i pojasu. Koristi se kao odjeća u istočnjačkim borilačkim sportovima.
Uz kimono se nose tabi (japanske čarape) i tradicionalna japanska obuća (geta ili zori). 

## Nošenje kimona
Kimoni su nošeni u feudalnom Japanu kao svakodnevna odjeća, ali danas mali broj ljudi koristi kimono kao takvog. Kimono se uvijek nosi tako da je lijeva strana preklopljena preko desne i učvršćuje obijem (pojasem). Pošto kimono nema džepova osobna vlasništva su se stavljala u rukave ili u prednji dio.
Kimono se ponekad nosio tako da se jedna strana spusti (ovo se obično radi u kyudu) ili bez hlača (često seljaci). Bijeli se također koristio kao odjeća za spavanje. Ispod kimona se mogao nositi još jedan, bijeli, od kojeg se vidi samo nekoliko centimetara. 
Vrlo su skupi. Jedan ženski kimono može koštati preko 10 000 dolara. Obi (pojas) je također skup, a može koštati nekoliko tisuća dolara. Neki ljudi "prave" svoj kimono. 

## Kimono
Kimono je osmišljen po uzoru na kineski hanfu već u 5. stoljeću, ali je konačni oblik dobio tokom Hiean razdoblja. Na kimonu može biti do 7 monova: pri kraju rukava (s obje strane), na prsnom dijelu (po dva) i pri vrhu na leđima. 
Kimoni su rađeni od jednog komada tkanine. Svi tradicionalni kimoni se ručno šiju, ukrašavaju dok je materijal također ručno napravljen. Formalni su kimoni rađeni od svile, ali se kimono kao obična odjeća radio od pamuka.      
Prije su kimoni potpuno rastavljeni za pranje i onda ponovno sastavljeni (šivani). Danas to nije više potrebno.
Kimoni dolaze u nekoliko oblika, ovisno o formalnosti. Na ženskim kimonima razina formalnosti se obično očituje u dužini rukava, boji i uzorku dok muški imaju samo jedan oblik i obično su tamnije boje. Formalnost se također može očitati bojom dodataka, materijala i brojem monova. Svila je najformalniji materijal.
Kimoni se nikad ne bacaju. Stari se koriste u razne svrhe npr. kimoni za djecu, haori ili pak vreće, torbice itd. 
Danas se kimoni nose samo na posebnim prigodama (npr. vjenčanje). Japan je u potpunosti prisvojio zapadnjačku odjeću i malo ljudi nosi kimono kao svakodnevnu odjeću. Profesionalni sumo hrvači moraju nositi kimono kad god se pojave u javnosti (izvan ringa).

## Naziv
Riječ kimono je sastavljena od japanskih riječi kiru (nositi) i mono (stvar) i doslovno znači "nešto što se nosi". U početku je izraz korišten za odjeću, ali je kasnije korišten samo za japanski kimono.
Suvremena modna industrija riječ kimono često koristi za moderne odjevne predmete, koji su na određeni način inspirirani japanskom tradicijom i kulturom.
Izraz kimono u našem jeziku često se koristi za sportsku odjeću koja se koristi prilikom vježbanja borilačkih sportova. Ispravan naziv je keikogi (jap. keiko - vježba; gi - odjeća, uniforma), odnosno karategi (odjeća za karate), judogi (odjeća za judo), kendogi (odjeća za kendo) itd.

## Vanjske poveznice
|  | Zajednički poslužitelj ima još gradiva o temi Kimono |